# Comuna Velîki Mlînivți, Kremeneț
Velîki Mlînivți (în ucraineană Великі Млинівці) este o comună în raionul Kremeneț, regiunea Ternopil, Ucraina, formată din satele Pidlisți și Velîki Mlînivți (reședința).

## Demografie
Componența lingvistică a comunei Velîki Mlînivți
     Ucraineană (98,98%)
     Alte limbi (1,02%)
Conform recensământului din 2001, majoritatea populației comunei Velîki Mlînivți era vorbitoare de ucraineană (98,98%), existând în minoritate și vorbitori de alte limbi.